# The Grey (Bad Omens)
The Grey è un singolo del gruppo musicale statunitense Bad Omens, pubblicato il 16 febbraio 2022 come quarto estratto dal terzo album in studio The Death of Peace of Mind.

## Descrizione
Si tratta di un brano alternative metal caratterizzato da un alto registro vocale di Noah Sebastian, che fa uso di uno stile unicamente melodico. Il cantante ha spiegato che la sua realizzazione ha richiesto diverso tempo, in quanto in un primo momento non è stato in grado di sviluppare ulteriori idee oltre a un beat creato con Jesse Cash degli Erra su cui ha cantato una strofa e un pre-ritornello.
Una volta che Sebastian ha inviato la sola traccia vocale al chitarrista Joakim Karlsson, quest'ultimo ha inciso una sezione musicale completamente diversa e una base su cui è stato finalizzato il ritornello, la cui melodia vocale è stata realizzata da Sebastian nel 2020 ma mai utilizzata prima di allora.

## Video musicale
Sebbene non sia stato realizzato alcun video musicale, nello stesso giorno di uscita del singolo la Sumerian Records abbia diffuso un visualizer che mostra gli interni di un capannone abbandonato sui cui tendoni appare Sebastian cantare il brano.

## Tracce
Testi e musiche di Noah Sebastian e Joakim Karlsson.
1. The Grey – 4:06

## Formazione
Hanno partecipato alle registrazioni, secondo le note di copertina di The Death of Peace of Mind:
Gruppo
- Noah Sebastian – voce, programmazione
- Joakim Karlsson – chitarra, programmazione, voce aggiuntiva
- Nicholas Ruffilo – chitarra, basso
- Nick Folio – batteria

Produzione
- Noah Sebastian – produzione, ingegneria del suono
- Joakim Karlsson – produzione, ingegneria del suono
- Matt Dierkens – ingegneria del suono
- Zakk Cervini – missaggio, mastering
- Nik Trekov – assistenza al missaggio